# 外侧下丘脑
外側下視丘（英語：lateral hypothalamus），也稱為下視丘外側區（英語：lateral hypothalamic area），是下視丘的一個區域，包含很多次核區（subnuclei），在控制能量平衡和調節進食行為方面扮演重要的腳色。這區域含有傳達到整個神經系統的食慾素神經元；這些神經元負責調控一系列生理機能，例如攝食行為、醒覺、減少疼痛以及調節體溫、消化功能和血壓等。

## 功能
外側下視丘的食慾素神經元透過食慾素系統的傳遞調節一系列功能，最常見的兩項功能是促進攝食行為和醒覺(清醒)。更廣泛地，外側下視丘的食慾素神經透過迷走神經背核調節體溫、胃腸蠕動等功能;透過多種輸出結構（例如導水管周圍灰質）減少疼痛；透過腹側被蓋區以及犒賞系統中的其他傳遞路徑調節刺激物的獎勵特性；透過其他下視丘傳遞路徑調節能量穩態和神經內分泌功能（例如HPA軸、HPG軸和 HPT軸）；透過腦幹中的一些結構來調節內臟功能（例如呼吸、血壓和排尿）。

## 臨床意義
在臨床上，食慾素系統功能障礙的相關疾病包括發作性嗜睡症、大腸激躁症和飲食障礙症。
外側下視丘的食慾素神經元數量顯著減少以及腦脊髓液中食慾素肽含量過低皆被認為是導致發作性嗜睡症的機轉。
有證據顯示，連結到迷走神經背核和部分腦幹的OX1神經元在功能性腸胃疾病的內臟超敏反應和慢性疼痛中可能扮演部份腳色。